# Ingo Friedrich
Ingo Friedrich (nascut el 24 de gener de 1942, a Kutno - Wartheland) és un exmembre del Parlament Europeu per Alemanya (Baviera). Va ser escollit a la llista de la  CSU i s'asseu amb el grup Grup del Partit Popular Europeu. Friedrich és llicenciat universitari en Economia. Va ser membre del consell de districte de Weißenburg-Gunzenhausen (1972 a 1996) i va ser el cap de la delegació CSU al Parlament Europeu entre 1992 i 1999. Ha estat guardonat amb l'Orde Bavaresa de Mèrit i el  Creu Federal del Mèrit, de primera classe.
De juliol de 2004 a gener de 2007 Friedrich va ser un dels 14 vicepresidents del Parlament Europeu. Des de l'octubre de 2002, ocupa el càrrec de tresorer del Partit Popular Europeu (EPP). El 16 de gener de 2007, va ser elegit un dels 6 qüestors del Parlament Europeu. Des de setembre de 2009 ha estat President del Senat Econòmic Europeu. El 20 de febrer de 2013, Friedrich va esdevenir membre honorari de PIME Europa, l'organització pro-empresarial dins del Partit Popular Europeu, que té per objecte millorar la situació de les petites i mitjanes empreses de tot Europa.